# Langues ouraliennes
Les langues ouraliennes (du nom de l'Oural, leur lieu supposé d'origine) ou, plus rarement langues finno-samoyèdes sont une famille d'une trentaine de langues parlées par à peu près 20 millions de personnes en Europe et en Sibérie. Les langues ouraliennes ayant le plus de locuteurs sont le hongrois, le finnois et l'estonien.

## Classification interne
Si la répartition interne des langues ouraliennes est sujette à débat depuis sa création, deux sous-familles, les langues finno-ougriennes et les langues samoyèdes, sont reconnues comme bien distinctes, bien que certains considèrent que les langues samoyèdes ne sont qu'une simple branche de la famille finno-ougrienne, qui ne se distinguerait pas alors de l'ouralien tout entier. L'ouralien aurait pour proto-langue le proto-ouralien, qui se serait divisé en proto-finno-ougrien (en) et proto-samoyède (en).
De façon générale, les langues ouraliennes se répartissent actuellement en sous-groupes bien caractérisés, mais les relations plus anciennes de ces sous-groupes sont peu claires, peu étudiées, et rendent difficile de les rassembler en branches plus larges.

## Arbre généalogique

### Classification traditionnelle
La classification traditionnelle des langues ouraliennes est la suivante. Les synonymes sont en italique.
- langues ouraliennes
  - langues samoyèdes
    - langues samoyèdes du Sud

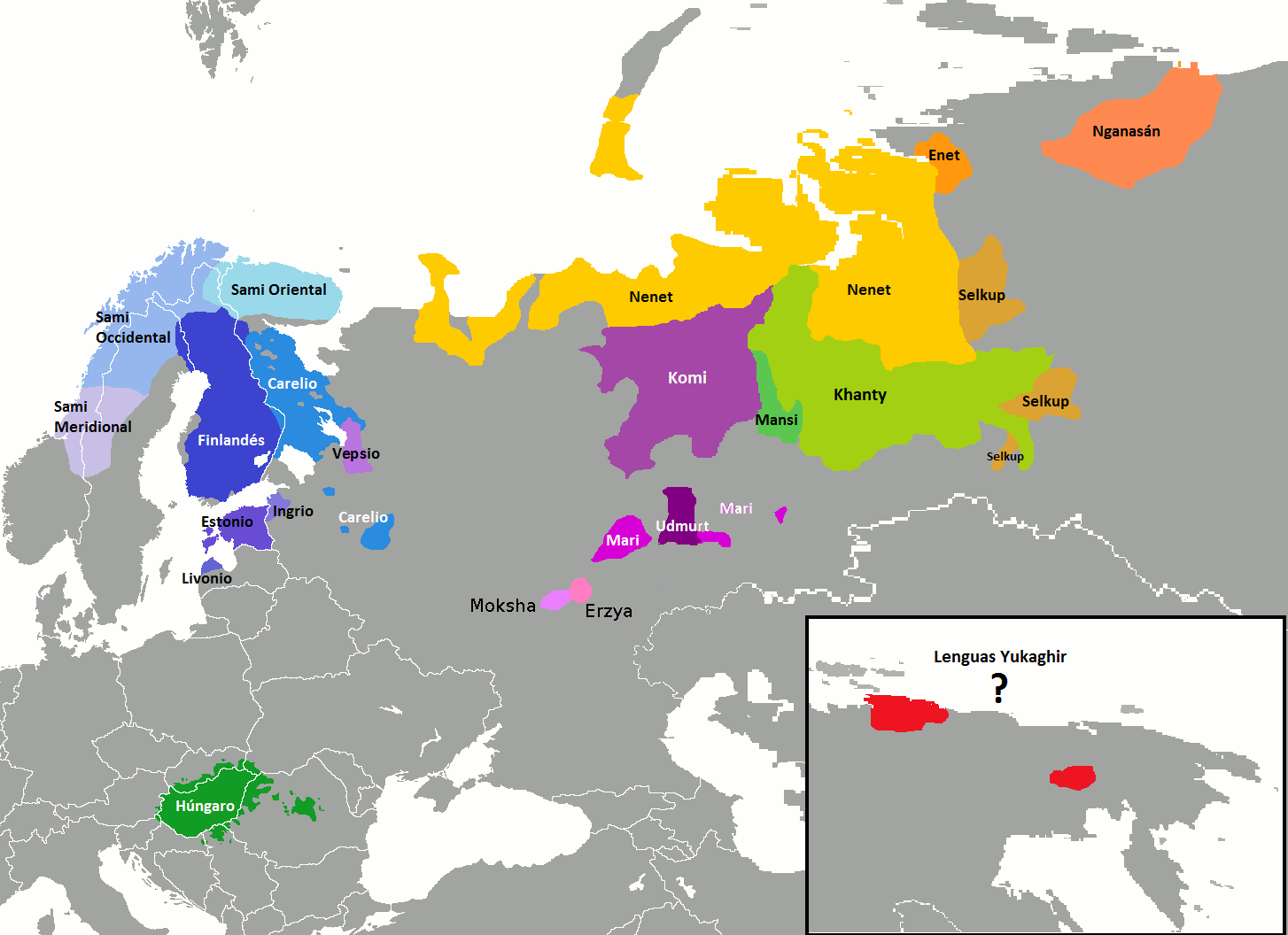
Répartition des langues ouraliennes actuelles en Eurasie.

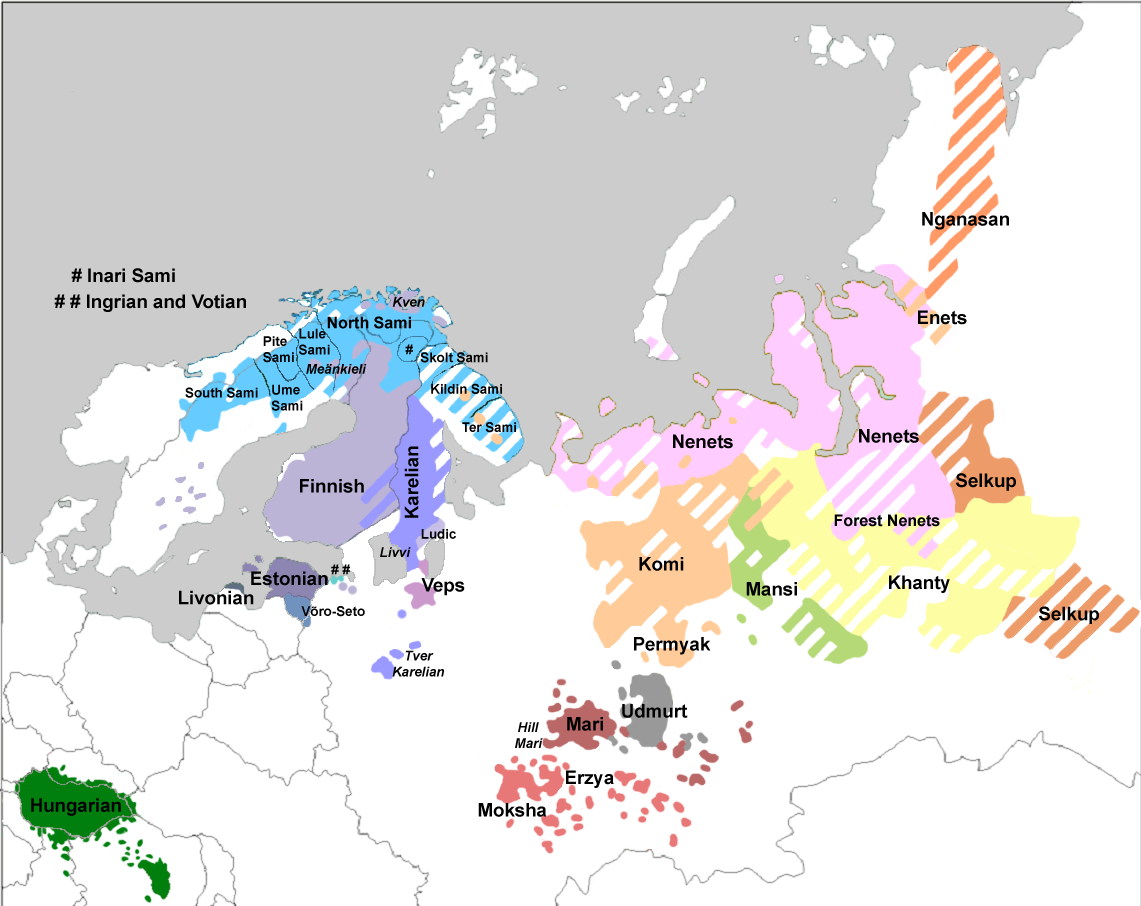
Autre carte des langues ouraliennes.

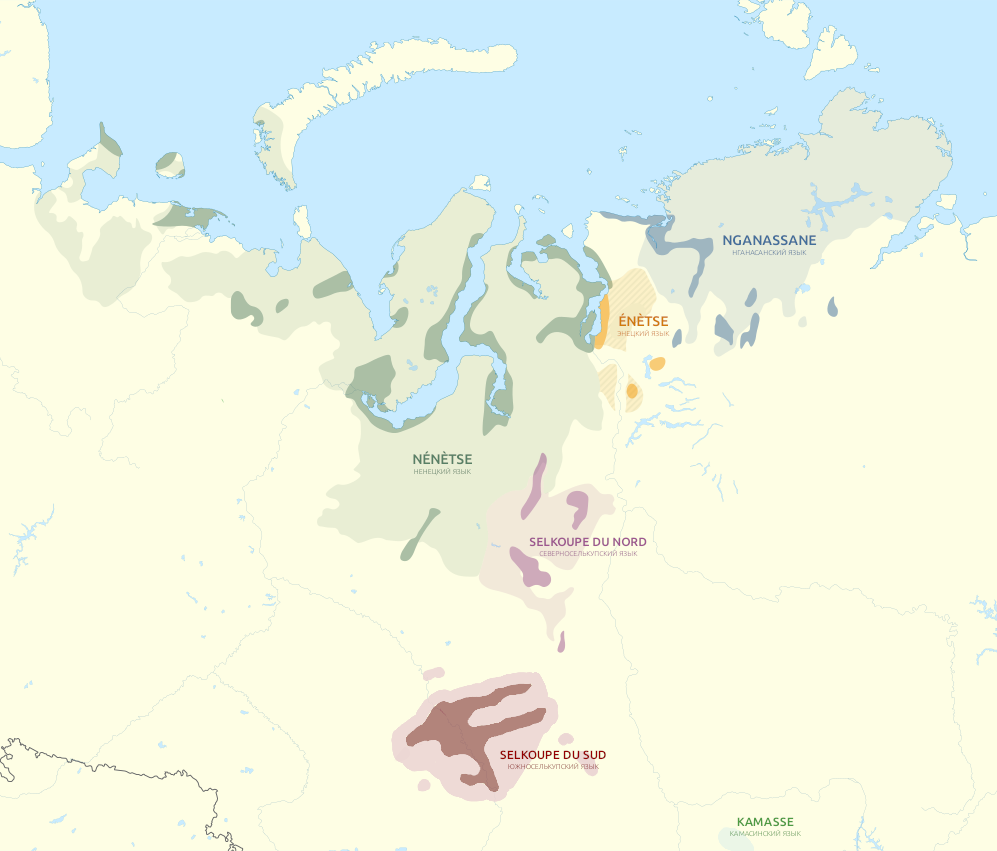
Répartition géographique estimée des langues samoyèdes de nos jours.

      - selkoupe (anciennement appelé samoyède ostiak)
      - kamasse-koïbal — éteint en 1989
      - mator-taïgi-karagasse — éteints au XIXe siècle

    - langues samoyèdes du Nord
      - nganassane (anciennement tavgy, tavgi, tawgi, samoyède tawgi)
      - énètse (anciennement yenets ou yen, samoyède de l'Ienisseï) — presque éteint
      - nénètse (anciennement yurak)
      - youratse (en) — éteint au XIXe siècle

  - langues finno-ougriennes
    - langues ougriennes
      - hongrois (magyar)
      - langues ob-ougriennes
        - khanty (anciennement ostiak)
        - mansi (anciennement vogoul)

    - langues finno-permiennes
      - langues permiennes
        - komi (anciennement zyriane ou zyriène)
          - komi-zyriène
          - komi-iazva
          - komi-permiak

        - oudmourte (anciennement votiak)

      - langues finno-volgaïquesRépartition présumée des peuples de l'ouest de l'actuelle Russie vers l'an mil.
        - mari (anciennement tchérémisse)
          - mari des montagnes
          - mari des prairies

        - langues mordves (langues plus proches des langues finno-sames que du mari)
          - erza
          - mokcha

        - langues finno-volgaïques éteintes de position incertaine
          - mérien — éteint
          - mouromien — éteint
          - mechtchérien — éteint

        - langues finno-sames
          - langues sames (anciennement lapon)
            - langues sames de l'Ouest
              - same du Sud
              - same d'Ume — presque éteint
              - same de Lule
              - same de Pite — presque éteint
              - same du Nord

            - langues sames de l'Est
              - same de Kainuu (en) — éteint
              - same de Kemi (en) — éteint
              - same d'Inari
              - same d'Akkala — éteint en 2003
              - same de Kildin
              - same de Skolt
              - same de Ter — presque éteint

          - langues fenniques
            - finnois (incluant les dialectes comme le savo, le meänkieli ou finnois tornedalien, le kvène, et le finnois d'Ingrie)
            - ingrien — presque éteint
            - carélien (sens large)
              - carélien (sens étroit)
              - lude
              - olonetsien

            - live ou livonien — éteint en 2013
            - vepse
            - vote — presque éteint
            - estonien (sens large)[4]
              - estonien (sens étroit)
              - langues sud-estoniennes
                - võro
                - lutsi (lutsi maarahvas) — probablement éteint
                - mulgi
                - seto ou setu
                - tartu

### Classifications alternatives

#### Classification selon Glottolog
Ci-dessous, la classification utilisée par Glottolog.
- langues ouraliennes
  - langues fenniques
  - hongrois
  - langues khantyques
  - langues mansiques
  - langues mari
  - langues mordves
  - langues permiennes
  - langues sames
  - langues samoyédiques

#### Classification selon Hölzl
Ci-dessous, la classification utilisée par Hölzl (2018) :
- langues ouraliennes
  - langues samoyèdes
  - langues finno-ougriennes
    - langues mansiques
      - hongrois
      - mansi

    - langues finno-khantyques
      - langues khantyques
      - langues finno-permiennes
        - langues permiennes
        - langues finno-volgaïques
          - langues mariiques
          - langues finno-saamiques
            - langues saamiques
            - langues finno-mordves
              - langues mordves
              - langues fenniques et para-fenniques
                - langues fenniques
                - langues para-fenniques

  - langues para-ouraliennes (?)

## Profil typologique
Les principales caractéristiques structurelles communes aux langues ouraliennes sont les suivantes :
- ce sont des langues agglutinantes ;
- elles possèdent un grand nombre de cas (en moyenne 13–14), par exemple :
  - erzya : 12 cas,
  - estonien : 14 cas,
  - finnois : 15 cas (ou plus),
  - hongrois : 18 cas (et d'autres suffixes agissant comme des cas),
  - same d'Inari : 9 cas,
  - komi : dans certains dialectes, jusqu'à 27 cas,
  - mokcha : 13 cas,
  - nénètse : 7 cas,
  - same du Nord : 6 cas,
  - oudmourte : 16 cas,
  - vepse : 24 cas ;
- ces systèmes de cas dérivent tous d'un prototype ouralien commun :
  - le nominatif singulier n'a pas de suffixe casuel,
  - les suffixes d'accusatif et de génitif sont des consonnes nasales (-n, -m, etc.),
  - un système tripartite de cas exprimant le lieu, avec des séries correspondent à peu près à « de », « vers », « dans / à » ; c'est particulièrement visible, par exemple, en hongrois qui en possède plusieurs pour exprimer « à l'intérieur », « à l'extérieur », « au-dessus » ;
- la présence fréquente de l'harmonie vocalique
- un accent d'intensité toujours fixé sur la première syllabe, à quelques rares exceptions près ;
- pas de tons
- pas de genre grammatical ;
- un verbe négatif présent dans presque toutes les langues actuelles ;
- une distinction de palatalisation chez les consonnes coronales, indépendamment de la voyelle qui suit (sauf dans les langues fenniques, qui l'ont perdue ; certaines l'ont ensuite réacquise secondairement devant voyelle antérieure) ;
- un grand nombre de postpositions alors que les prépositions sont très rares. ;
- un vocabulaire commun d'à peu près 200 mots, notamment des parties du corps, des membres de la famille, des animaux, des objets naturels, des verbes et pronoms fondamentaux, et des numéraux ; les dérivés augmentent le nombre de mots communs ;
- des suffixes possessifs, mais pas de pronom possessif ;
- le nombre duel, perdu dans certaines branches ;
- des marques communes de pluriel : -j / -i et -t /-d ;
- les numéraux sont suivis du singulier ;
- pas de verbe « avoir » mais une structure employant la copule et un suffixe possessif, ou une désinence casuelle ; ex. en finnois « Minulla on kala » (mot à mot « sur-moi est poisson »).

## Une sélection de mots apparentés
| Français     | Proto-Ouralien | Finnois | Estonien | Same du Nord | Erzya  | Mari   | Komi   | Khanty   | Mansi   | Hongrois | Nénètse   |
| ------------ | -------------- | ------- | -------- | ------------ | ------ | ------ | ------ | -------- | ------- | -------- | --------- |
| feu          | *tuli          | tuli    | tuli     | dolla        | tol    | tul    | tyl-   | -        | -       | tűz      | tu        |
| poisson      | *kala          | kala    | kala     | guolli       | kal    | kol    | -      | kul      | kul     | hal      | xalya     |
| panier       | *pesä          | pesä    | pesa     | beassi       | pize   | pəžaš  | poz    | pel      | pit'ii  | fészek   | pyidya    |
| main, bras   | *käti          | käsi    | käsi     | giehta       | ked´   | kit    | ki     | köt      | kaat    | kéz      | -         |
| œil          | *śilmä         | silmä   | silm     | čalbmi       | śel´me | šinća  | śin    | sem      | šäm     | szem     | sæw, häem |
| brasse       | *süli          | syli    | süli     | salla        | sel´   | šülö   | syl    | löl      | täl     | öl       | tyíbya    |
| veine / nerf | *sïxni         | suoni   | soon     | suotna       | san    | šün    | sën    | lan      | tān     | ín       | teʔ, ten  |
| os           | *luwi          | luu     | luu      | -            | lovaža | lu     | ly, lѳ | lŏγ, lăw | lo, luw | -        | lī        |
| foie         | *mïksa         | maksa   | maks     | -            | makso  | mokš   | mus    | muγəl    | maat    | máj      | mud°      |
| urine        | *kunśi         | kusi    | kusi     | gožža        | -      | kəž    | kudź   | kos-     | końć-   | húgy     | -         |
| aller        | *meni-         | mennä   | minema   | mannat       | -      | mija-  | mun-   | mən-     | men-    | menni    | myin-     |
| vivre        | *elä-          | elää    | elama    | eallit       | -      | ila-   | ol-    | -        | -       | élni     | yilye-    |
| mourir       | *kaxli-        | kuolla  | -        | -            | kulo-  | kola-  | kul-   | kol-     | kool-   | halni    | xa-       |
| laver        | *mośki-        | -       | mõskma   | -            | muśke- | muška- | myśky- | -        | -       | mosni    | masø-     |

## Possibles parentés linguistiques externes
Des recherches ont été faites pour relier les langues ouraliennes à d'autres familles de langues. Aucune ne fait complètement consensus, mais la moins controversée à l'heure actuelle est celle visant à relier l'ouralien au youkaguir de l'est de la Sibérie au sein d'une famille ouralo-youkaguir.
Michael Fortescue, spécialiste des langues eskimo-aléoutes et des langues tchoukotko-kamtchatkiennes, a trouvé des apparentements entre langues ouraliennes, youkaguires, eskimo-aléoutes, et tchoukotko-kamtchatkiennes dans son livre Language Relations across Bering Strait (1998). En 2011, il a retiré les langues tchoukotko-kamtchatkiennes de sa proposition. La famille regroupant l'ensemble de ces langues est appelée famille « ouralo-sibérienne (en) ». Frederik Kortlandt y inclut le nivkhe.
D'assez nombreuses ressemblances existent avec les langues indo-européennes, ce qui s'explique soit par une unité ancienne, ou au moins en partie par des contacts anciens (et toujours d'actualité). C'est l'hypothèse « indo-ouralienne (en) » de Björn Collinder.
La famille ouralienne prend position dans des apparentements encore plus larges, telles les propositions de macro-familles eurasiatique (Joseph Greenberg) ou les nostratique (proposé par des linguistes russes dont certains se sont ralliés à la proposition eurasiatique de Greenberg), assez convergentes l'une avec l'autre.
Ces différentes propositions sont globalement assez cohérentes dans la mesure où elles s'emboîtent. Les proximités lexicales ou grammaticales, de plus en plus ténues, correspondent à des profondeurs historiques différentes d'une unité initiale supposée : l'ouralien serait proche d'abord du yukaguir, puis de langues sibériennes, puis de l'indo-européen, enfin d'autres langues de la proposition eurasiatique (turc, mongol, toungouse, coréen, japonais, aïnou) parfois regroupées dans un ensemble dit macro-altaïque.
Même si les familles ouralienne et altaïque font toutes deux partie de la macro-famille eurasiatique de Greenberg, une proximité particulière entre elles est fortement critiquée aujourd'hui. Toutefois, cette hypothèse, dite théorie ouralo-altaïque, proposée dès le XIXe siècle par Matthias Alexander Castrén a prospéré jusqu'au milieu du XXe siècle, où elle était même assez largement acceptée.